# Балтійське свято пісні й танцю
Балтійське свято пісні і танцю (латис. Vispārējie Dziesmu un Deju svētki, лит. Dainų ir šokių šventės, ест. Laulu- ja Tantsupidu) — національне свято Латвії, Литви та Естонії. Балтійські свята пісні і танцю проводяться кожні п'ять років (в Литві кожен четвертий рік) і є урочистим завершенням широкого огляду досягнень народного хорового мистецтва, на яке з'їжджаються найкращі хорові колективи країн, які перемогли в регіональних конкурсах.
7 листопада 2003 року ЮНЕСКО оголосило Балтійське свято пісні і танцю шедевром усної та духовної спадщини людства. Журі, яке складається з 18 експертів з мистецтва та культури, очолюване іспанським письменником Хуаном Гойтісоло, вибирає з 56 заявок 18 шедеврів, які будуть включені ЮНЕСКО до списку світової духовної спадщини.

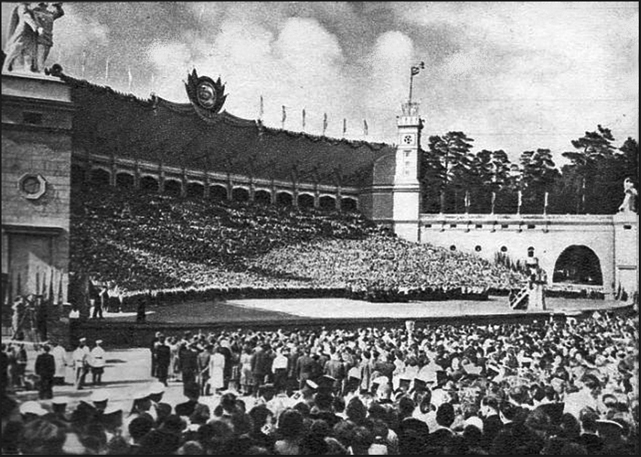
XII Свято пісні.
Велика естрада, Межапарк, Рига, 1955 рік

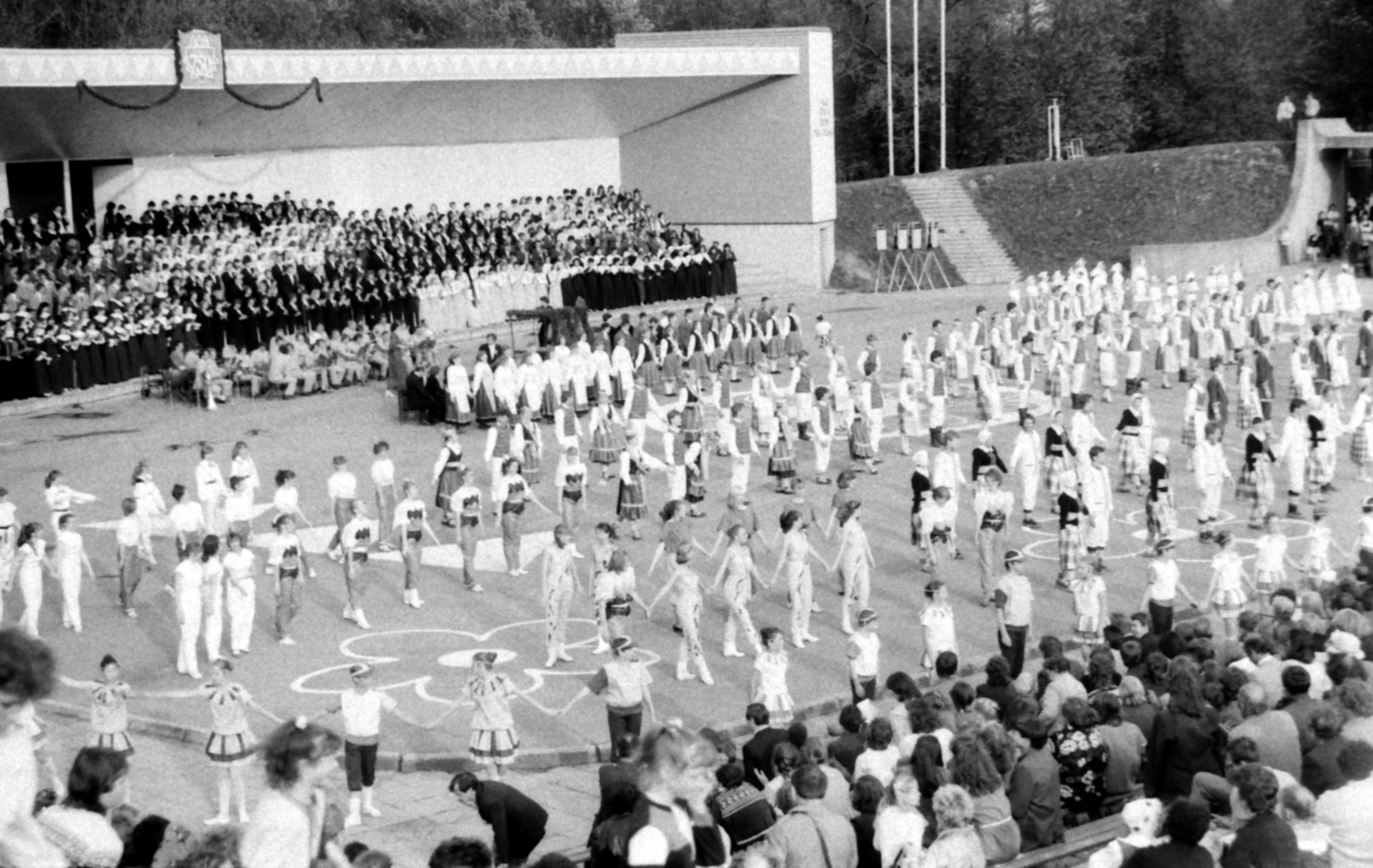
Свято пісні 1986 року в Шяуляй, Литва

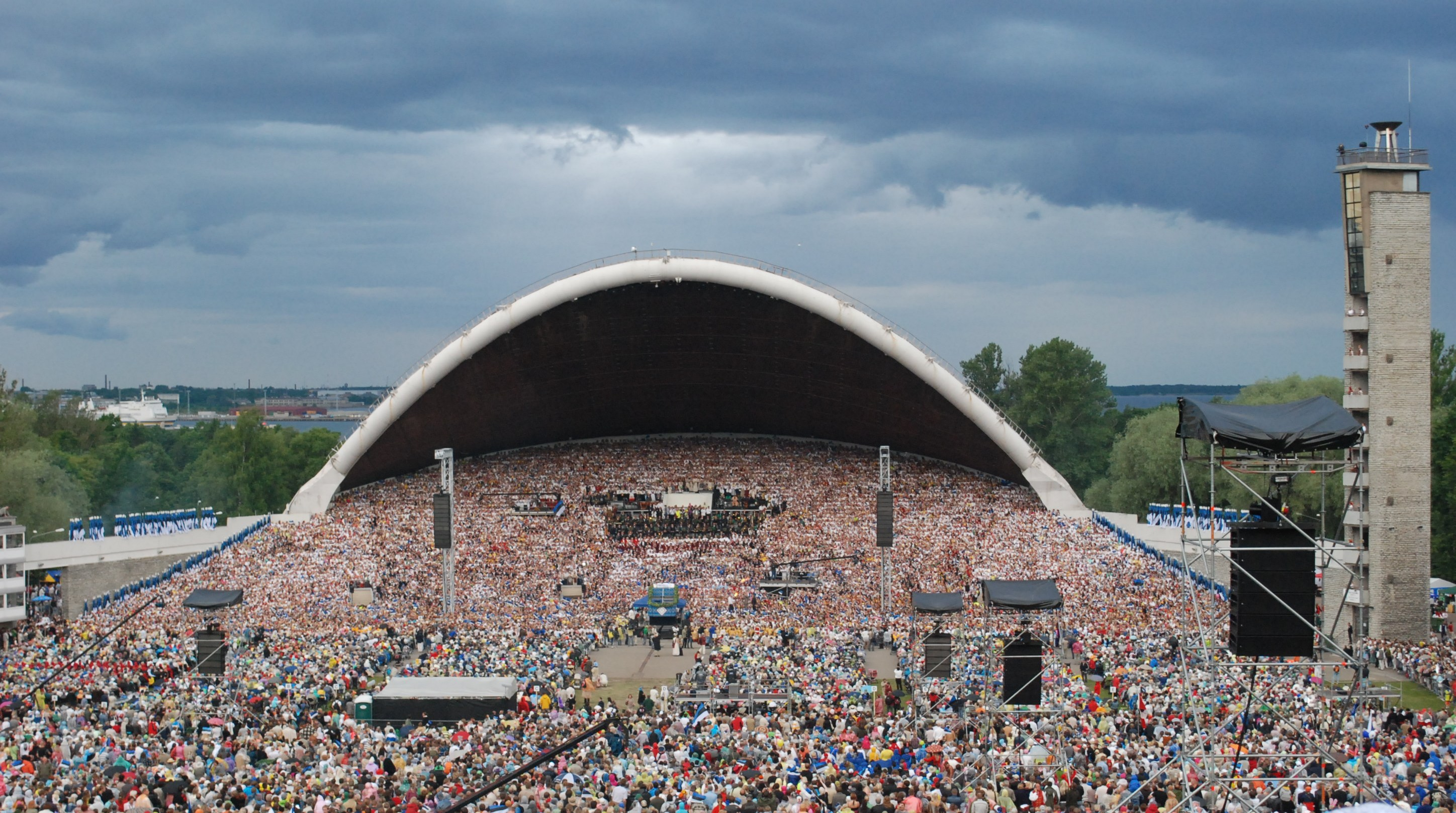
25-е свято Laulupidu в Естонії

## Латвія
Латвійський фестиваль пісні і танцю (латис. Vispārējie Dziesmu un Deju svētki) є багаторічною традицією в суспільному і культурному житті латиського народу, початок якої було покладено в 1873 році. Свято проводилося за часів Російської імперії, СРСР та незалежної Латвії.
У дні свята (більше тижня) в Ризі проходять різні святкові заходи, які охоплюють її вулиці, площі і парки. Кількість виступаючих обчислюється десятками тисяч. Так, в святі 2018 року ухвалив участь 43 тисячі учасників.
Починаючи з 1965 року беззмінним головним диригентом зведеного хору був Імантс Кокарс (1921—2011).

## Литва
У Литві свято пісні і танцю проходить один раз на 4 роки.

## Естонія
Естонське свято пісні (ест. Laulupidu) — захід, який проходить в Талліні, раз в п'ять років, в липні. Перше свято пройшло в Тарту, влітку 1869 року. Одним із перших організаторів був Йохан Вольдемар Яннсен. Останнє свято відбулося в 2019 році.